# Nambo Ilir
Nambo Ilir is een bestuurslaag in het regentschap Serang van de provincie Banten, Indonesië. Nambo Ilir telt 7707 inwoners (volkstelling 2010).